# Walter Noddack
Walter Noddack (n. 17 august 1893, Berlin, Imperiul German – d. 7 decembrie 1960, Bamberg, Regatul Bavariei, Reich-ul German) a fost un chimist german. Împreună cu Ida Tacke (care s-a căsătorit mai târziu cu Noddack) și Otto Berg, a raportat descoperirea elementului 43 și a elementului 75 în 1925. Grupului i-a fost recunoscută doar descoperirea elementului reniu. 

## Reniul
În 1925, Walter Noddack, Ida Tacke și Otto Berg au anunțat descoperirea unui nou element chimic în minereul de platină și în mineralul columbit, ulterior și în gadolinit și molibdenit. Ei au numit elementul reniu (Rhenus reprezintă denmirea în latină pentru „Rin”).  Existența unui element încă nedescoperit pentru această poziție (numărul de ordine 75) în tabelul periodic fusese prezisă de Henry Moseley încă din 1914. În 1928, echipa a reușit să separe un gram din forma metalică a reniului prin procesarea a 660 kg de molibdenit.

## Technețiul
Aceeași echipă a fost – de asemenea – implicată în descoperirea technețiului, raportând descoperirea elementului cu numărul de ordine 43 tot în 1925. Elementul 43 a fost denumit masuriu (după Masuria, regiunea în care își avea originea familia lui Walter Noddack). Grupul a bombardat columbitul cu un fascicul de electroni și a dedus prezența elementului 43 prin examinarea spectrogramelor de difracție de raze X. Lungimea de undă a radiației X produse este corelată numărului atomic printr-o formulă derivată de către Henry Moseley în 1913. Echipa a susținut că detectează un semnal de raze X slab la o lungime de undă specifică elementului 43. Experimentul nu  putut fi replicat de către alți cercetători ai epocii, motiv pentru care descoperirea lor a fost considerată eronată pentru mulți ani.
Paternitatea descoperirii elementului cu numărul de ordine 43 îi este atribuită lui Carlo Perrier și Emilio Segrè (1937).  

## Carieră academică
Noddack a devenit profesor de chimie fizică în 1935 la Universitatea din Freiburg, iar în 1941 la Reichsuniversität Straßburg. După cel de-al Doilea Război Mondial s-a transferat la Universitatea din Bamberg, în 1956 urmând a deveni director al Institutului de Cercetări Geochimice nou înființat. 